# کوه اردشیر
کوه اردشیر (به لاتین: Mons Ardeshir) یکی از کوه‌های سطح کره ماه است. قطر آن ۸ کیلومتر است و به نام اردشیر شاه ایران نام‌گذاری شده‌است.